# Seeligstadt (Großharthau)
Seeligstadt ist ein Ortsteil der sächsischen Gemeinde Großharthau im Südwesten des Landkreises Bautzen.

## Geographie

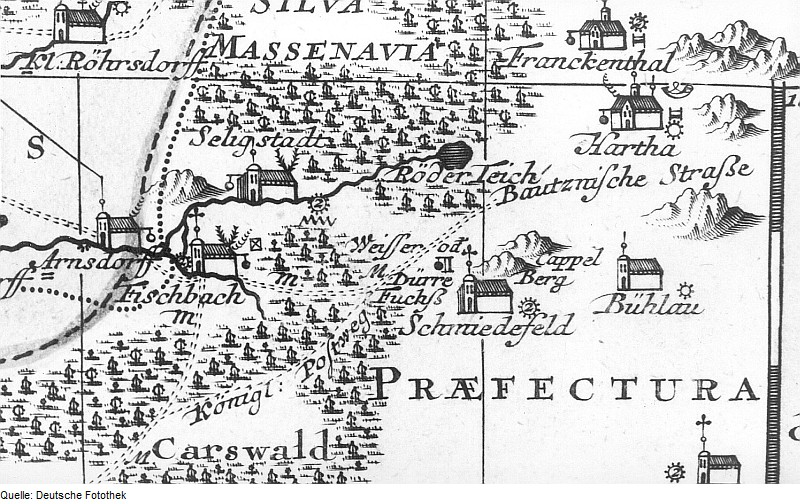
Kartenausschnitt aus dem 18. Jahrhundert mit Seeligstadt zwischen Massenei und Karswald.

Seeligstadt ist ein zweireihiges, etwa zwei Kilometer langes Waldhufendorf zu beiden Seiten der Schwarzen Röder. Die hinter den Gehöften beginnenden, sich süd- und nordwärts ziehenden langen Streifen der Felder sind noch heute von der höchsten Erhebung des Ortes, dem 295 Meter hohen Schenkenberg, erkennbar. Im Westen wird der Flurbereich durch den Ortgrundbach, im Norden durch die Massenei, im Osten durch die Massenei sowie den Pfarr- und Herrenbusch und im Süden durch den Seifenbach begrenzt.
Die Bahnstrecke Dresden–Görlitz führt seit dem 21. Dezember 1845 durch den südlichen Flurbereich direkt am Ort vorbei. Die nächstgelegenen Bahnhöfe befinden sich – jeweils rund fünf Kilometer entfernt – westlich in Arnsdorf und östlich in Großharthau.
Umgebende Ortschaften sind Großharthau im Osten, Schmiedefeld im Südosten, Fischbach im Südwesten und Arnsdorf im Westen.

## Geschichte
Im Jahr 1882 wurde auf Seeligstädter Flur ein Bronzefund freigelegt. Der westlich des Kreuzungspunktes der Straße Seeligstadt–Schmiedefeld und der Bahnstrecke Dresden–Bischofswerda am Ortsausgang gefundene Kasten enthielt ein jüngeres böhmisches Absatzbeil, Bruchstücke dreier Knopfsicheln, zwei gedrehte Fußringe, den Rest eines dünnen Armringes und drei Rohmetallstücke. Das Alter dieses Depotfundes wird auf etwa 3000 Jahre geschätzt. Vermutlich stammt er von einem bronzezeitlichen Händler, der das hiesige Waldgebiet durchzog und diese Werte vergrub. Eine vorgeschichtliche Siedlung lässt sich für den Oberlauf der Schwarzen Röder jedoch nicht nachweisen. Es ist anzunehmen, dass Seeligstadt, wie viele andere Orte der Gegend, in der zweiten Hälfte des 12. Jahrhunderts von fränkischen Kolonisten gegründet wurde, denen neues Siedlungsland im waldreichen Gebiet östlich der Elbe zugewiesen wurde.

### Namensherkunft
Die Herkunft des Ortsnamens Seeligstadt ist urkundlich nicht nachweisbar. Eine Überlieferung wird auch in Sachsens Kirchen-Galerie des Jahres 1841 wiedergegeben. Demnach soll sich an der Schwarzen Röder eine Begräbniskapelle befunden haben, die zum Gedenken der Opfer des „Schwarzen Todes“ am Pestfriedhof errichtet wurde. Sie soll „Ort der Seligen“ oder „Stätte der Seligen“ geheißen haben. Als sich hier Ansiedler niederließen, sollen sie den Ort „Seligenstätt“ genannt haben, woraus später „Seeligstadt“ wurde. Diese Entstehungsgeschichte ist aber unwahrscheinlich, da die Menschen Pestfriedhöfe mieden und sie kaum als Siedlungsland gewählt hätten. Die Kirchengalerie nennt auch das Jahr 1630 als Gründungsjahr. Es ist aber unwahrscheinlich, dass der Ort in den Wirren des Dreißigjährigen Krieges gegründet wurde. Tatsächlich findet sich die früheste bekannte Erwähnung des Ortes 1241 in der Oberlausitzer Grenzurkunde als Saelinginstat, nach der es zum bischöflich-meißnischen Besitz um Bischofswerda gehörte. Der Ort wird auch in einer Urkunde aus dem Jahr 1262 erwähnt, als Hugo von Wolkenstein beim Bischof von Meißen auch auf das Dorf „Seleginsstadt“ Anspruch erhob.
Eine andere Überlieferung führt die Ortsbezeichnung auf den Namen seines Lokatoren „Selingo“ zurück. Selingo soll der Gründer der Siedlung gewesen sein, dessen Name genauso unbekannt ist, wie das Entstehungsjahr des Dorfes. Dennoch nennt das Stolpener Erbkaufbuch des Jahres 1559 einen Bauern Selingo. Auch gehen viele Ortsnamen der Umgebung auf ihre Gründer zurück, wie Arnsdorf, Cunnersdorf, Friedersdorf, Geißmannsdorf, Großröhrsdorf, Seifersdorf und Weickersdorf. Seeligstadt sei die „Stätte des Selingo“, die „Selingostätte“, „Seligstätt“, „Seeligstadt“.
Der Ortsname kann auch auf Sal-Weiden zurückgeführt werden, die einst am Ufer der Schwarzen Röder gestanden haben sollen. Auch die Ortsnamen von Bretnig (Breiteneichigt, breite Eichenwaldung), Fischbach (fischreicher Bach) und Ohorn (von Ahornbäumen oder dem sorbischen „O hora“, am Berge) lassen sich auf landschaftlich bedingte Eigenheiten zurückführen.
Eine weitere Möglichkeit der Namensherkunft liegt in der Herkunft der Kolonisten. Sie stammten aus Mainfranken, Thüringen und Niedersachsen und könnten dort in Dörfern gewohnt waren, deren Namen sie auch den Orten gaben, an denen sie sich niederließen. So finden sich unter anderem auch die Ortsnamen Frankenthal und Goldbach dort wieder. Die Schreibweise des Ortsnamens war starken Änderungen unterworfen. Nachweisen lassen sich unter anderem Selingenstat, Saeliginstat (1241), Seleginstat (1262), Seligstad (1413), Seeligstadt, Sehligstadt (1559), Sellichstadt (1588) und Seeligstadt (1698).
Die Sprachforscher Ernst Eichler und Hans Walther deuteten die Schreibweise des Jahres 1241 Seli(n)genstat, von mittelhochdeutsch saelec, -ic = glücklich, selig, als „Ort an der glückbringenden Stelle“. Eine geistlich-kirchliche Beziehung des Ortsnamens zum Bischof von Meißen, der als Besitzer Stolpens und Grundherr Seeligstadts auch Ortsgründer des Dorfes gewesen sein könnte, kann nicht nachgewiesen werden.

### Entwicklung
Aus dem Flurplan des Ortes und der über die Jahrhunderte nahezu konstanten Zahl der Bauerngüter lässt sich auf zwei Dutzend fränkische Kolonisten schließen. Diese errichteten auf dem ihnen zugewiesenen Streifen Land zunächst nur roh zusammengefügte, mit Schilf gedeckte Blockhäuser, deren einfache Eckverbindungen später durch senkrechte Stützen abgelöst wurden, die den Gebäuden einen besseren Halt gaben. Der Lokator erhielt zwei Streifen Land und war somit größter Grundbesitzer, Verwalter und Richter des Dorfes. Zudem besaß er das Schankrecht, so dass das Erb(lehn)gericht gleichzeitig auch Schankhaus war.
Das Erbbuch des Amtes Stolpen verzeichnet für das Jahr 1559 25 besessene Mann (=Bauern) und einen Erbgärtner. Sie leisteten zahlreiche Frondienste für das Amt und das Kammergut Rennersdorf. Neben der Feldarbeit auf den amtseigenen Nutzflächen hatten sie auch Holz-, Getreide- und Fischfuhren zu erledigen und waren zum Weintransport von Naundorf und Zitzschewig nach Stolpen verpflichtet. Bei Jagden hatten sie die nötigen Netze zu befördern und Treiberdienste zu verrichten. Ferner werden zwei Förster genannt, die die Massenei zu beaufsichtigen hatten. Zum Forstgut gehörte eine Hufe Land.
Für die Jahre 1510/1511 sind für Seeligstadt bereits zwei Freigüter verzeichnet, die um 1840 in königlichem Besitz waren.
Die Zahl der Häuslerstellen des Ortes von 31 im Jahr 1764 hat sich bis in die 1860er Jahre mit 66 Häuslern mehr als verdoppelt. Friedrich Ehregott Praßer erzählt in seiner Chronik von 1869 außerdem von acht Leinwebern, die sich im Sommer als Tagelöhner verdingten, einigen Maurern und Zimmerleuten, zwei Schuhmachern, drei Schneidern, einem Bäcker und einem Bankfleischer. Ferner nennt er je zwei Schmiede und Tischler, zwei Mühlen und zwei Gasthäuser.

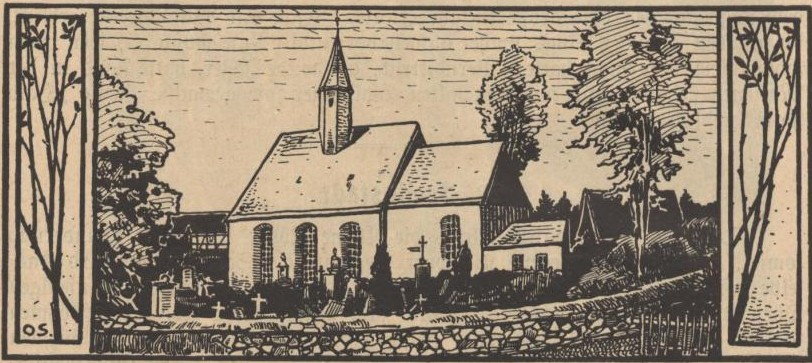
Seeligstädter Kirche um 1840

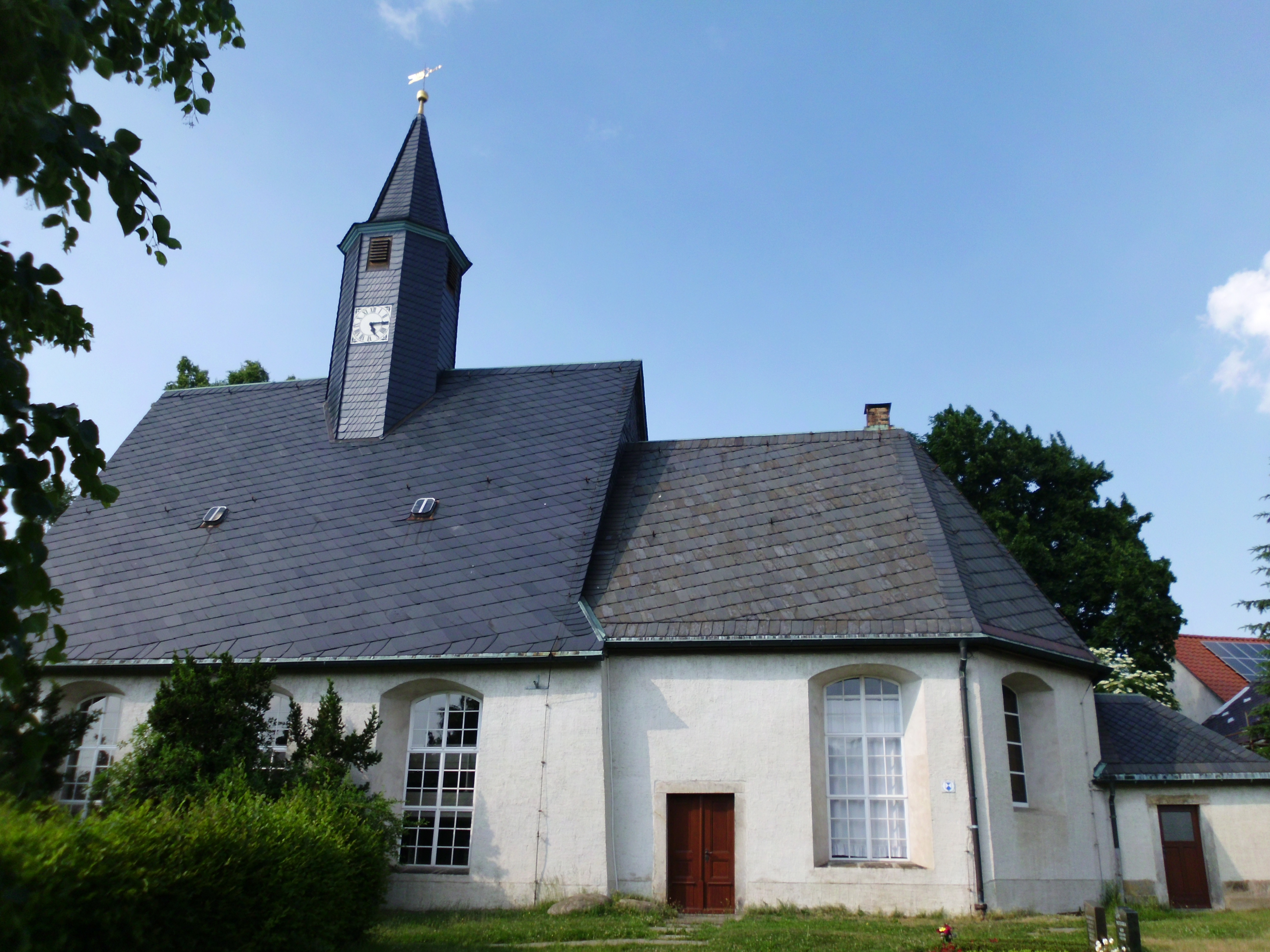
Kirche 2011

Die Kirche zählt zu den ältesten Dorfkirchen der Oberlausitz. Ursprünglich vielleicht nur eine Begräbniskapelle, war sie bis 1559 Filialkirche von Schmiedefeld, anschließend bis 1928 Filialkirche von Fischbach und seitdem wieder von Schmiedefeld. Heute ist die Kirche der Martin-Luther-Kirchgemeinde Seeligstadt eine Schwesterkirche von Großharthau.
Das vermutlich erste Schulgebäude von Seeligstadt wurde im Jahr 1863 gegenüber der Kirche eingeweiht. Bereits 1883 musste es wegen Baufälligkeit durch ein neues ersetzt werden. Die ursprünglichen zwei Klassenzimmer wurden später um zwei weitere Klassenzimmer ergänzt, die bis 1975 die Klassen 1 bis 4 mit Schülern aus Seeligstadt und Schmiedefeld beherbergten. Danach besuchten die Kinder die Schule in Schmiedefeld.
Im Jahr 1954 wurden in einem modernisierten Bauernhaus Kindergarten und Kinderkrippe geschaffen. Die Kindertagesstätte Gänseblümchen befindet sich heute in einem Neubau an Stelle des ehemaligen Kindergartens oder Schullandheimes.
Im Nationalen Aufbauwerk wurde 1959 eine Turnhalle unweit des Kindergartens errichtet. Später folgte der Sportplatz Werner Seelenbinder. Der alte Sportplatz dient heute im Sommer als Karpfenteich und im Winter als Natureisbahn.

### Verwaltungsrechtliche Zugehörigkeit
Bis zur Verwaltungsreform von 1952 gehörte der Ort zum Kreis Pirna. Am 1. September 1952 wurde er in den neu gebildeten Kreis Bischofswerda eingegliedert. Kurz vor der sächsischen Kreisreform im August 1994 wurde Seeligstadt am 1. März des Jahres nach Großharthau eingemeindet; drei Monate zuvor gingen die südöstlichen Gemeinden Bühlau und Schmiedefeld ebenfalls diesen Schritt. Infolge der Auflösung des Landkreises Bischofswerda kam die Gemeinde Großharthau zum vergrößerten Landkreis Bautzen, der 2008 im nochmals vergrößerten Landkreis Bautzen aufging.

## Persönlichkeiten
- Johann Joachim Kändler (1706–1775), Modelleur der Meißener Porzellanmanufaktur
- Martin Burkhardt (1898–1977), Lokalpolitiker und Heimatforscher

## Nachweise und weiterführende Literatur